# Saint-Brancher
Saint-Brancher település Franciaországban, Yonne megyében. Lakosainak száma 277 fő (2022. január 1.). Saint-Brancher Sainte-Magnance, Beauvilliers, Bussières, Cussy-les-Forges, Magny, Quarré-les-Tombes és Saint-Germain-des-Champs községekkel határos.

## Népesség
A település népessége az elmúlt években az alábbi módon változott:
| Lakosok száma | 314  | 296  | 300  | 290  | 287  | 283  | 280  | 280  | 277  |
|               | 2013 | 2015 | 2016 | 2017 | 2018 | 2019 | 2020 | 2021 | 2022 |